# David Greig
David Greig (Edinburgh, 1969 –) skót drámaíró, a kilencvenes évek óta a skót és brit drámairodalom kiemelkedő alakja.
Első nagy sikere, az Európa (1993) számos európai országban került bemutatásra. (A nagyváradi Szigligeti Színház „vonatszínházi” előadásként mutatta be 2011-ben.)

## Darabjai
- Europe (Európa) – 1993
- The Cosmonaut's Last Message to the Woman He Once Loved in the Former Soviet Union (A kozmonauta utolsó üzenete a nőnek, akit szeretett az egykori Szovjetunióban) – 1999
- Midsummer (Szentivánéj) – 2009